# Городецкий сельсовет (Гомельская область)
Городе́цкий сельсове́т — административная единица на территории Рогачёвского района Гомельской области Белоруссии. Административный центр — агрогородок Городец.

## Состав
Городецкий сельсовет включает 9 населённых пунктов:
- Великие Стрелки — деревня.
- Буда — деревня.
- Веточка — деревня.
- Вишенька — деревня.
- Высокое — деревня.
- Городец — агрогородок.
- Замокровье — деревня.
- Каменка — деревня.
- Малые Стрелки — деревня.